# Peder Ascanius
Peder Ascanius  lub Peter Ascanius  (ur. 24 maja 1723 w Aure, zm. 4 czerwca 1803 w Kopenhadze) – norweski przyrodnik, zoolog i mineralog, uczeń Linneusza (1707–1778).

## Życiorys
Peder Ascanius urodził się 24 maja 1723 roku w Aure w rodzinie pastora Mentsa Pedersena Ascaniusa (zm. 1740) i Clary Marie Schjelderup (zm. 1731) . Po ukończeniu szkoły w Trondheim w 1742 roku, w latach 1742–1747 studiował medycynę na uniwersytecie w Kopenhadze. W 1752 roku wyjechał na rok do Szwecji, gdzie na uniwersytecie w Uppsali studiował historię naturalną u Linneusza (1707–1778) oraz chemię i metalurgię u Johana Gottschalka Walleriusa (1709–1785). Następnie dzięki królewskiemu stypendium odbył podróż studialną po Europie, w tym Europie Środkowej i Południowej . Przez rok przebywał w Lejdzie, a w Londynie spotkał się z członkami Royal Society, które przyjęło go w poczet członków.  
Po powrocie, w 1759 roku objął stanowisko profesora zoologii i mineralogii w gabinecie historii naturalnej (duń. Natural- og Husholdnings-Kabinettet) w Kopenhadze, które piastował do 1771 roku . W latach 1768–1770 prowadził badania fauny na wybrzeżu Norwegii . Jednym z uczniów był Ascaniusa Morten Thrane Brünnich (1737–1827).  
W latach 1771–1776 pracował jako inspektor górnictwa w Kongsbergu, a od 1776 do 1788 roku nadzorował tamtejsze wydobycie . Opisał wiele nowych gatunków, m.in. rybę z rodziny wstęgorowatych – króla śledziowego (Regalecus glesne).
W 1788 roku powrócił do Kopenhagi, gdzie zmarł 4 czerwca 1803 roku .

## Publikacje
Jedynym dziełem Ascaniusa z zakresu zoologii było pięciotomowe Icones rerum naturalium :
- 1767 – Icones rerum naturalium, Tom 1
- 1772 – Icones rerum naturalium, Tom 2
- 1775 – Icones rerum naturalium, Tom 3
- 1777 – Icones rerum naturalium, Tom 4
- 1805 – Icones rerum naturalium, Tom 5